# Pungeleria corax
Pungeleria corax är en fjärilsart som beskrevs av Charles Oberthür 1965. Pungeleria corax ingår i släktet Pungeleria och familjen mätare. Inga underarter finns listade.